# Еулмаш-шакін-шумі
Еулмаш-шакін-шумі (Eulmaš-šākin-šumi) — цар Вавилонії, правив приблизно в 1004-987 до н. е..
Засновник VI Вавилонської династії (т. зв. дім Базі). Згідно з написом пізнішого вавилонського царя Набу-Аплана-іддіна, частково реставрував храм Шамаша в Сіппарі.